# Northumberland (Pennsilvània)
Northumberland és una població dels Estats Units a l'estat de Pennsilvània. Segons el cens del 2000 tenia 3.714 habitants.

## Demografia
Segons el cens del 2000, Northumberland tenia 3.714 habitants, 1.657 habitatges, i 1.045 famílies. La densitat de població era de 913,4 habitants/km².
Dels 1.657 habitatges en un 25,9% hi vivien nens de menys de 18 anys, en un 50,3% hi vivien parelles casades, en un 10,3% dones solteres, i en un 36,9% no eren unitats familiars. En el 32% dels habitatges hi vivien persones soles el 13,3% de les quals corresponia a persones de 65 anys o més que vivien soles. El nombre mitjà de persones vivint en cada habitatge era de 2,22 i el nombre mitjà de persones que vivien en cada família era de 2,79.
Per edats la població es repartia de la següent manera: un 21,7% tenia menys de 18 anys, un 6,7% entre 18 i 24, un 29,2% entre 25 i 44, un 24,2% de 45 a 60 i un 18,2% 65 anys o més.
L'edat mediana era de 40 anys. Per cada 100 dones de 18 o més anys hi havia 85,8 homes.
La renda mediana per habitatge era de 31.891 $ i la renda mediana per família de 38.807 $. Els homes tenien una renda mediana de 31.162 $ mentre que les dones 22.203 $. La renda per capita de la població era de 18.229 $. Entorn del 4,5% de les famílies i el 7,7% de la població estaven per davall del llindar de pobresa.

## Poblacions més properes
El següent diagrama mostra les poblacions més properes.